# Bartolo Musil
Bartolo Musil (* 1974 in Klagenfurt) ist ein österreichischer Opernsänger (Bariton), Komponist, künstlerischer Forscher und Universitätsprofessor.

## Leben

### Familie und Ausbildung
Der österreichische Schriftsteller Robert Musil und der Orientalist Alois Musil sind Vorfahren von Bartolo Musil.
Schon als Kind war er als Musiker tätig und erhielt Klavier-, Gesangs- und Kompositionsunterricht. Er studierte dann an den Musikhochschulen Salzburg, Wien und Detmold bei Lehrern wie Walter Berry, Thomas Quasthoff, Erich Urbanner, Iván Eröd und Gerhard Wimberger.

### Tätigkeit als Sänger
Als Konzert- und Opernsänger – mit einem Repertoire vom Frühbarock bis zum experimentellen zeitgenössischen Musiktheater – ist Bartolo Musil im Wiener Musikverein und Konzerthaus, in der Berliner Philharmonie, der Frankfurter Oper, beim Carinthischen Sommer und bei anderen bedeutenden europäischen Veranstaltern aufgetreten hat dabei mit wichtigen Orchestern, Dirigenten und Regisseuren zusammengearbeitet.
Mit der Titelpartie in Monteverdis L’Orfeo, die er mit nur zwei Wochen Vorbereitung in einer großen Produktion beim deutschen Festival Antikenfestspiele in Trier übernahm, errang er einen besonderen Erfolg bei Publikum und Kritik und wurde von der Zeitschrift Opera Now als eine der Entdeckungen des Jahres gelistet.
Im Jahr 2007 veröffentlichte die italienische Plattenfirma Bongiovanni seine erste Solo-CD Virtuosity – il Baritono Barocco.
Bartolo Musil sang den Papageno in Mozarts Zauberflöte und den Pluto in Georg Philipp Telemanns Orpheus am Theater Magdeburg sowie zahlreiche Uraufführungen zeitgenössischer Komponisten in Oper und Konzert. Beim Carinthischen Sommer 2017 war er als Sänger und Komponist im Programm Lebenszeichen engagiert. Bei den Musiktagen Mondsee 2017 interpretierte er die Ode to Napoleon von Arnold Schönberg. 2019 ist Bartolo Musil unter anderem als Sprecher in Lachenmanns Das Mädchen mit den Schwefelhölzern am Opernhaus Zürich engagiert.
Bartolo Musil ist mehrfacher internationaler Preisträger.

### Tätigkeit als Komponist
Als Komponist hat Bartolo Musil Auftragswerke in großer Besetzung für Veranstalter wie das Konzerthaus und den Musikverein in Wien und eine Auftragsoper für den Carinthischen Sommer verfasst. Einige seiner Werke wurden für Radio und Tonträger produziert.
Beim Carinthischen Sommer 2008 hat er seinen neuen Liederzyklus nach Peter Turrini selbst uraufgeführt und wurde 2017 (s. o.) wieder als Komponist und Sänger eingeladen. Das Radiokulturhaus Wien widmete Bartolo Musil ein Porträtkonzert als Sänger und Komponist.

### Tätigkeit als Forscher und Pädagoge
Bartolo Musil betreibt Künstlerische Forschung im Bereich der Musik und promovierte 2014 an der Universität für Musik und darstellende Kunst Graz.
Sein Buch „Wie ein Begehren“ – Sprache und Musik in der Interpretation von Vokalmusik (nicht nur) des Fin de Siècle erschien im Herbst 2018 beim [transcript] Verlag.
Als Gesangspädagoge und Coach ist er international tätig. Seit 2015 hat er eine volle Universitätsprofessur für Gesang am Salzburger Mozarteum inne.
Seit 2024 ist er Leiter des Instituts Gesang und Oper sowie Professor für Sologesang an der Wiener MUK.